# Železniční stanice Jokne'am – Kfar Jehošua
Železniční stanice Jokne'am – Kfar Jehošua (hebrejsky תחנת הרכבת יקנעם-כפר יהושע, Tachanat ha-rakevet Jokne'am – Kfar Jehošua) je železniční stanice na nově postavené, respektive po víc než 60 letech obnovené,
železniční trati Haifa–Bejt Še'an v severním Izraeli.
Leží v severní části Izraele v Jizre'elském údolí, v nadmořské výšce cca 30 metrů. Je situována do zemědělské krajiny mezi severním okrajem města Jokne'am a jižním okrajem vesnice Kfar Jehošua. Na silniční síť je napojena prostřednictvím silnice 722, která jižně od stanice ústí do kapacitní silnice číslo 66. Východně od stanice se rozkládá letecká základna Ramat David.
Stanice byla uvedena do provozu 16. října 2016 ráno, kdy z Haify do Bejt Še'anu vyjel první vlak v rámci běžného jízdního řádu. Již předtím, koncem srpna 2016, projela po trati první souprava v rámci testovacího provozu. Trať navazuje na původní železniční spojení, které v této oblasti fungovalo v 1. polovině 20. století. Tehdy se zde nacházela železniční stanice Kfar Jehošua.